# Демократическая Республика Судан
Демократическая Республика Судан — официальное название Судана в период правления Джафара Нимейри, пришедшего в 1969 году, и отстранённого от власти в 1985 году в результате военных переворотов.

## История

### Переворот 1969 года

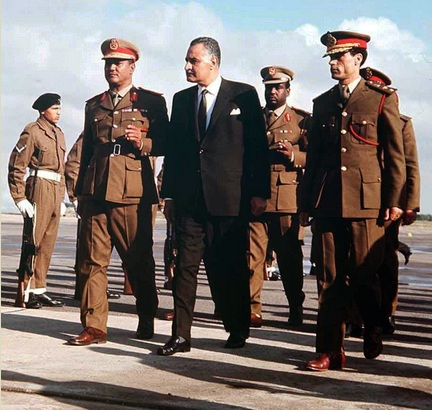
Джафар Нимейри, Гамаль Абдель Насер и Муаммар Каддафи в Ливии, 27 декабря 1969 года

25 мая 1969 года в Судане произошёл военный переворот — генерал Джафар Нимейри вместе с четырьмя другими офицерами, называвших себя «Движением Свободных Офицеров», сверг правительство Исмаила аль-Азхари. Нимейри в 1969 году стал председателем Революционного совета (РС). Затем он стал президентом и одновременно премьер-министром страны в 1971 году. Сам Нимейри оправдывал переворот на том основании, что гражданские политики парализовали процесс принятия решений в стране, а также не смогли справиться с экономическими и региональными проблемами страны и оставили Судан без постоянной конституции.
При Нимейри Судан провозгласил левый курс, осудил империализм, поддержал СССР, для которого на карте Африки появилось «ещё одно прогрессивное государство». Нимейри поначалу даже ввёл суданских коммунистов в правительство. К концу 1969 года СССР начал оказывать военную помощь Судану примерно на сумму от 65 до 130 млн долл. (16 истребителей МиГ-21, танки, БТР, транспорт). Советская печать («Правда» от 5.11.69) начала обосновывать важность геостратегического положения Судана. Однако уже к концу 1970 года отношения Нимейри с коммунистами резко ухудшились, и он удалил их из правительства. 19 июля 1971 года Нимейри свергли в результате военного переворота, однако уже 22 июля в результате нового военного переворота вернул себе власть. Несколько дней спустя обвиненные в причастности к перевороту 19 июля руководители коммунистической партии, в том числе ее генеральный секретарь Абдель Халек Махджуб Осман, были казнены, а военные советники из СССР и других социалистических соцстран были высланы из Судана сроком на год. Отношения с Москвой натянулись, и суданский лидер стал больше блокироваться с президентом Египта Анваром Садатом .
С 1972 года Суданский социалистический союз становится правящей и единственной легальной политической партией Судана, а Джафар Нимейри — её председателем.

### Политика исламизации Судана
Возросшее влияние ислама в Судане 1970—1980-х годов оказало воздействие на политику Нимейри, который поначалу опирался на суданскую коммунистическую партию и проповедовал светскую концепцию «арабского социализма». Под давлением объединившихся антимарксистских сил Нимейри был вынужден изменить политику, провозгласив ислам приоритетным во всех сферах жизни.
8 сентября 1983 года Нимейри объявил Судан исламской республикой и обнародовал официальный декрет о введении шариатского права. С этого времени и до апреля 1985 года Нимейри осуществлял в Судане собственную «исламскую революцию», то есть вводил мусульманские законы, суды, формы наказания, налоги. Средства массовой информации подчёркивали его набожность, контакты с суфийскими братствами, заботу о строительстве мечетей. Нимейри ввёл в правительство активистов организации «Братья-мусульмане». Радикализация исламистов была связана и с возросшей ролью ислама в мире и с лозунгами победившей в Иране «исламской революции».
6 апреля 1985 года, во время официального визита Нимейри в США, в результате бескровного военного переворота, его режим был свергнут политическими противниками из Национального фронта, не одобрявшими попытки тотальной исламизации Судана.